# Stammliste des Hauses Limburg-Arlon
Stammliste des Hauses Limburg-Arlon:

## Stammliste

### Grafen von Arlon
1. Walram I., Graf von Arlon, 1052 bezeugt; ⚭ Adelheid von Lothringen, Tochter von Dietrich I., Herzog von Oberlothringen (Wigeriche), und Richilde[1]
  1. Walram II., † vor 1082, Graf von Arlon, Sohn Walrams (I.); ⚭ Judith, Tochter von Friedrich II., Herzog von Niederlothringen, und Gerberga von Boulogne (Wigeriche)[2]
    1. Tochter; ⚭ Heinrich I., † 1119, Graf von Limburg, Herzog von Niederlothringen (siehe unten)

  2. Fulco, † nach 1078[3]
    1. Friedrich
    2. Beatrix

### Bis Walram IV. von Limburg
1. NN (wohl Udo) um 1061 Graf von Limburg; ⚭ Judith/Jutta, Tochter von Giselbert, Graf von Luxemburg und NN (Wigeriche)[4]
  1. Heinrich I., † 1119, 1083 Graf von Limburg, 1101 Herzog von Niederlothringen, 1106 abgesetzt; ⚭ I NN von Arlon, Tochter von Graf Walram II.; ⚭ II Adelheid von Pottenstein, † nach 13. August 1106, Tochter von Boto von Pottenstein, Pfalzgraf von Kärnten, und Judith von Schweinfurt
    1. Walram III. Paganus, † 6. August 1139, 1115/19 Graf von Arlon, 1119 Graf von Limburg, Herr von Wassenberg, 1128 Herzog von Niederlothringen; Judith von Wassenberg, Erbin von Wassenberg, † 24. Juni 1151, Tochter von Gerhard III., Graf von Wassenberg und Geldern
      1. Heinrich II., 1136 bezeugt, † August 1167 in Rom, 1139 Graf von Arlon, 1140 Herzog von Limburg; ⚭ I 1136 Mathilde von Saffenberg, Erbin des Landes Rode, † 2. Januar 1145/46, Tochter von Graf Adolf; ⚭ II um 1150, geschieden 1152, Lauretta von Lothingen,† wohl 1175, Tochter von Dietrich von Elsass, 1128 Graf von Flandern (Matfriede), Witwe von Iwain, Graf von Aalst, heiratete in dritter Ehe 1152 Raoul I. Graf von Vermandois, † 14. Oktober 1152 (Karolinger), und in vierter Ehe 1152/59 Heinrich IV. der Blinde, 1136 Graf von Luxemburg, 1139 Graf von Namur, † 14. August 1196 (Haus Namur), als Witwe geistlich in Voorst
        1. (I) Margareta, † 1172, begraben in St. Peter in Löwen; ⚭ 1158 Gottfried III., Graf von Löwen, 1143 Herzog von Niederlothringen, 1153 Graf von Brabant, † 10. August 1190, begraben in St. Peter in Löwen (Reginare)
        2. (I) Heinrich III., † 1221, 1167 Herzog von Limburg, Graf von Arlon, Vogt von Klosterrath; ⚭ I vor 1189 Adelheid von Henneberg, Tochter von Graf Poppo VI., Burggraf von Würzburg; ⚭ II Sophie von Saarbrücken, 1178/1215 bezeugt, Tochter von Graf Simon I.
          1. (I) Heinrich, 1178/1214 bezeugt, † 4. Dezember 1214, 1194 Herr von Wassenberg
          2. (I) Walram IV., 1178 bezeugt, † 2. Juli 1226, 1221 Herzog von Limburg, Herr zu Monschau; ⚭ I Kunigunde von Lothringen, † vor 1213, Tochter von Friedrich, Herr von Bitsch (Haus Châtenois); ⚭ II Februar/Mai 1214 Ermesinde II., Gräfin von Luxemburg, * Juli 1186, † 17. Februar 1247, Tochter und Erbin des Grafen Heinrich IV. der Blinde (Haus Namur), Witwe von Theobald I., Graf von Bar, 1198 Graf von Luxemburg – Nachkommen siehe unten
          3. (I) Friedrich von Lummen, 1196 bezeugt, † April 1211/Mai 1212, 1209 Vogt von Sankt Lambert in Lüttich; ⚭ NN, Erbtochter von Ludwig (wohl Ludwig von Chiny, Herr von Lummen (Haus Chiny))
            1. Mathilde, Erbin von Lummen, Vögtin des Hespengaus 1261; ⚭ Ludwig von Oudenaarde, Herr von Maarke 1240/54 bezeugt, † vor 1261

          4. (I) Gerhard II. von Wassenberg, 1180 bezeugt, † 5. oder 7. Dezember 1225, 1212/20 Herr von Horn, begraben in Wassenberg; ⚭ vor 1212 Beatrix von Merheim, † nach 1242, Tochter von Rutger
            1. Gerhard IV. von Wassenberg, 1222 bezeugt, † Frühjahr 1255, Herr von Sprimont; ⚭ Beatrix von Randerath, † vor 2. Februar 1246, Tochter von Gerhard II., Herr von Randerath und Liedberg; ⚭ II Februar 1246 Elisabeth von Brabant, † 23. Oktober 1272, Tochter von Herzog Heinrich I. und Marie von Frankreich, Witwe von Dietrich von Kleve, Herr von Dinslaken
              1. (I) Gerhard V., 1225/57 bezeugt
              2. (II) Jutta, 1258 minderjährig

            2. Heinrich, 1222/43 bezeugt, Propst von Sankt Kunibert in Köln
            3. Rutger von Wassenberg, 1249 bezeugt
            4. Hildegundis, 1231/66 Äbtissin von Thorn

          5. (I) Simon, * wohl 1177, † um 1. August 1195, 1193–1195 Elekt von Lüttich, abgesetzt, 1195 Kardinal, begraben in der Lateranbasilika in Rom
          6. (I) Jutta, † 8. Februar …, ⚭ vor 1202 Goswin IV., Herr von Valkenburg um 1185/1202 bezeugt
          7. (I) Isabella/Isalda, 1217/20 bezeugt, † 1221; ⚭ vor 1217 Dietrich I. von Heinsberg und Valkenburg, † 4. November 1227
          8. (I) Macharius, 1214 bezeugt

      2. Gerhard I., Herr von Wassenberg 1148/66; ⚭ Elisabeth, frühere Gräfin von Kleve, 1148 bezeugt
        1. Gerhard, 1148 bezeugt

      3. Beatrix, † 12. Juli nach 1164, ⚭ vor 1135 Ruprecht I. Graf von Laurenburg 1124/52 bezeugt, † vor 13. Mai 1154
      4. Walram IV., † nach 25. Dezember 1145, Graf von Arlon
      5. Tochter; ⚭ Ekbert II., Graf von Tecklenburg, † 4. Februar wohl 1146/50

    2. Agnes, † 1136; ⚭ I 1110 Friedrich von Putelendorf, † 1125; ⚭ II Walo von Vockenstedt, † 1126
    3. Adelheid, † 6. Februar 1144–46, begraben in St. Michael in Bamberg; ⚭ Friedrich der Streitbare, Graf von Arnsberg, † 11. Februar 1124; ⚭ II vor 1130 Kuno von Horburg, 1096/1138 bezeugt, † 30. Juni wohl 1138/39; ⚭ III vor 19. März 1140 Konrad II., Graf von Dachau, X 18. Februar 1159 bei Bergamo, begraben in Scheyern
    4. Mathilde, 1148 bezeugt; ⚭ Heinrich I. von Namur, Graf von Laroche, 1102/28 bezeugt, † vor 5. Juni 1138 (Haus Namur)

  2. Konrad von Merheim † nach 1088 – Nachkommen die Herren von Merheim, † nach 1242

### Ab Walram IV.
1. (I) Walram IV., 1178 bezeugt, † 2. Juli 1226, 1221 Herzog von Limburg, Herr zu Monschau; ⚭ I Kunigunde von Lothringen, † vor 1213, Tochter von Friedrich, Herr von Bitsch (Haus Châtenois); ⚭ II Februar/Mai 1214 Ermesinde II., Gräfin von Luxemburg, * Juli 1186, † 17. Februar 1247, Tochter und Erbin des Grafen Heinrich IV. der Blinde (Haus Namur), Witwe von Theobald I., Graf von Bar, 1198 Graf von Luxemburg – Vorfahren siehe oben
  1. (I) Sophie, † 1226/27; ⚭ um 1210 Friedrich II. Graf von Altena und Isenberg, † gerädert 14. November 1226 in Köln
  2. (I) Mathilde, † nach 1. April 1234; ⚭ Wilhelm III. Graf von Jülich, X 1218 vor Damiette
  3. (I) Heinrich IV., † 25. Februar 1247 (vielleicht auch 1246), 1226 Herzog von Limburg und Graf von Berg; ⚭ vor 1216 Irmgard von Berg, † 11./13. August 1248/49, Tochter und Erbin des Grafen Adolf III.
    1. (I) Adolf IV., 1238 bezeugt, † 22. April 1259, 1247 Graf von Berg; ⚭ 1240 Margareta von Hochstaden, † 30. Januar 1314, Tochter des Grafen Lothar I.
      1. Adolf V., † 28. September 1296, 1259 Graf von Berg, begraben in Gräfrath; ⚭ (Ehevertrag vom 17. März 1249) Elisabeth von Geldern, † 31. März 1313, Tochter von Graf Otto III., begraben in Gräfrath
      2. Wilhelm I., † 16. April 1308, geistlich, resigniert, 1296 Graf von Berg; ⚭ Irmgard (1289 Jutta genannt) von Kleve, 1282 bezeugt, † 11. Mai 1319, Tochter von Graf Dietrich V., genannt Dietrich von Meißen
      3. Heinrich von Windeck, † 8. März 1290/95; ⚭ Agnes von der Mark, 1258 bezeugt, † 9. Juni …, Tochter von Graf Engelbert I. von der Mark
        1. Adolf VI., 1303 bezeugt, † 3. April 1348, 1308 Graf von Berg; ⚭ kurz nach 13. Mai 1309 Agnes von Kleve, Tochter von Graf Dietrich VI., 1295/1306 Kanonikerin in Bedburg,
        2. Heinrich, † 25. April 1310, 1306 Domherr in Köln
        3. Margareta, 1283/1360 bezeugt, 1348 Erbin der Grafschaft Berg; ⚭ Otto IV., Graf von Ravensberg, 1295 bezeugt, † 25. Februar 1328
        4. Kunigunde, * 1285/86, † 21. oder 26. November nach 1355, 1327/37 Pröpstin von Rellinghausen, 1311/25 Äbtissin von Gerresheim, 1327/37 Äbtissin von Essen, resigniert
        5. Elisabeth, † als Nonne in St. Clara zu Köln; ⚭ Walram von Heinsberg, Herr zu Blankenburg, † 1307, begraben im Kloster Altenberg
        6. Agnes, † 7. Januar …, Nonne in Gräfrath

    2. Irmgard, † 22. März 1294; ⚭ um 29. Januar 1273 Graf Eberhard I. von der Mark, † 4. Juli 1308, begraben in Fröndenberg
    3. Engelbert, 1280/83 bezeugt, Propst von St. Kunibert in Köln
    4. Walram, 1280/83 bezeugt, Propst von St. Maria ad Gradus in Köln
    5. Konrad, † 26. Oktober 1313 in Köln, 1275 Domherr, Elekt von Köln und 1297 Dompropst in Köln, resigniert, 1275/1313 Domherr, 1306/10 Elekt von Münster, resigniert, begraben in Altenberg
    6. Margareta, † 1. März …
    7. Walram V., 1238 bezeugt, † 24. Oktober 1279, 1247 Herzog von Limburg; ⚭ I Jutta von Kleve, 1249/75 bezeugt, Tochter des Grafen Dietrich IV.; ⚭ II um 10. Januar 1278 Kunigunde von Brandenburg, 1247/52 bezeugt, † nach 8. Juni 1292, Tochter von Otto III., Markgraf von Brandenburg (Askanier), Witwe von Bela, Herzog von Slawonien (Arpaden)
      1. (I) Ermengard, † wohl Juni 1283, Erbin von Limburg, begraben in Kloster Graefenthal; ⚭ um 1276 Rainald I. der Streitbare, 1271 Graf von Geldern und Zutphen, † 9. Oktober 1326 in Montfort, begraben in Kloster Graefenthal

  4. (I) Walram V. der Lange, 1217 bezeugt, † 20. April/22. Juli 1242, Herr zu Monschau und Poilvache; ⚭ vor Juli 1237 Elisabeth von Bar, Dame de Poilvache, † 11. April/1. August 1262, Tochter von Graf Theobald I.
    1. Walram VI., † 1266 wohl am 5. Februar, 1262/64 Herr zu Monschau, ⚭ vor 1251 Jutta von Ravensberg, Erbin von Vlotho, Vechta etc., † nach 1302, Tochter von Graf Otto II. in Vlotho und Vechta, Witwe von Heinrich, Graf von Tecklenburg
    2. Bertha, † 20. April 1254, Erbin von Monschau; ⚭ I (Ehevertrag 1240) Theoderich, Graf von Hochstaden 1237/44, † vor 11. Januar 1246; ⚭ II nach 1246 Dietrich II. von Valkenburg 1237, X 14. Oktober 1268 in Köln
    3. Elisabeth, 1265 bezeugt; ⚭ Arnold II. von Stein 1263/1274 bezeugt

  5. (II) Katharina, † 18. Dezember 1255, begraben in Beaupré; ⚭ August 1225 Matthäus II., Herzog von Lothringen, † 9. Februar 1251, begraben in Beaupré (Haus Châtenois)
  6. (II) Heinrich V. der Blonde, * 1216/17, † 24. Dezember 1281 in Mainz, 1247 Graf von Luxemburg, begraben in Clairefontaine; ⚭ (Ehevertrag vom 4. Juli 1240) Margareta von Bar, Dame de Ligny, 1231 bezeugt, † 23. November 1273, Tochter von Graf Heinrich II., begraben in Clairefontaine – Nachkommen siehe Stammliste des Hauses Limburg-Luxemburg 
  7. (II) Gerhard III., *1223 vor 23. November, † 12. November 1298/29. Dezember 1303, 1247, Graf von Durbuy und Herr von Roussy; ⚭ vor 3. Dezember 1259 Mechtild von Kleve, † 1304, Tochter von Dietrich, genannt von Dinslaken, und Elisabeth von Brabant
    1. Irmesinde (Irmgard), 1268/1308 bezeugt; ⚭ 20. Januar 1272 Gerhard V. von Blankenheim, 1261 bezeugt, † nach 10. August 1309
    2. Katharina, † 26. September 1328, ⚭ I vor 16. Dezember 1280 Albrecht, Herr von Voorne, † Dezember 1287; ⚭ II 1297 Wolfart I. von Borsselen, 1276 bezeugt, † 11. August 1289 (Haus Borsselen)
    3. Agnes, 1274 bezeugt
    4. Maria, begraben in Val-Saint-Lambert
    5. Mathilde, 1283 zu Melin; ⚭ Baudouin de Hénin, seigneur de Fontaine-l’Évêque, 1285/95 bezeugt
    6. Pentecôte (Ivette), 1289 bezeugt; ⚭ 25. Dezember 1298 Wilhelm von Mortagne, Herr zu Rumes, 1268/1302 bezeugt
    7. Isabelle, Dame de Roussy 1304; ⚭ vor Dezember 1273 Henri de Grandpré, seigneur de Livry, 1265/82 bezeugt, † vor 1287
    8. Margareta, 1285/91 bezeugt; ⚭ Johann III., Herr von Ghistelles, Ingelmunster etc., 1289 bezeugt, † 1315, begraben in Brügge

Ohne Anschluss: Sophie von Limburg, † 1322, Nichte von Heinrich von Geldern, Bischof von Lüttich 1247–1274, 1288 Äbtissin von Moustier-sur-Sambre (vermutlich also nahe Verwandte Ermengardes, der Erbin Limburgs und Ehefrau Rainalds I. von Geldern)